# Шолаксор
Шолаксо́р (каз. Шолақсор) — село у складі Актогайського району Павлодарської області Казахстану. Входить до складу Жалаулинського сільського округу.
Населення — 302 особи (2021; 502 у 2009, 676 у 1999, 991 у 1989).
Національний склад станом на 1989 рік:
- казахи — 51 %;
- росіяни — 24 %.